# Malukete
Malukete é uma canção da cantora brasileira de axé music Gilmelândia, lançada em 15 de janeiro de 2004 como segundo single de seu primeiro álbum ao vivo intitulado Gilmelândia - Ao Vivo, da Universal Music.

## Composição
A canção é composta por Jean Carvalho, lider da banda O Papatudo e responsável por trabalhos como "Xequerê" da banda Cheiro de Amor e "Chama da Paixão" do Chica Fé, em parceria com Paulo Vascon, conhecido por compor canções para grandes nomes da axé music como as faixas "Groove da Baiana" de Daniela Mercury, "Demore Não" da Banda Eva e, futuralmente, "As Máscaras (Se Deixa Levar)" de Claudia Leitte.
| “ | A letra foi feita sob medida pra mim, fala que "a malukete chegou, ela arrebenta a multidão", e por aí vai... | ” |

## Recepção da crítica
Érick Melo do portal Carnasite, especializado em axé music, classificou a canção como o grande destaque do álbum, dizendo que é o tipo de canção axé music que faltava em sua carreira.

## Desempenho nas tabelas
| Paradas (2004)          | Posição |
| ----------------------- | ------- |
| Brasil — Hot 100 Brasil | 7       |

## Histórico de lançamento
| País   | Data                  | Formato                   | Gravadora       |
| ------ | --------------------- | ------------------------- | --------------- |
| Brasil | 15 de janeiro de 2004 | download digital, Airplay | Universal Music |